# 에드가르도 델로스 산토스

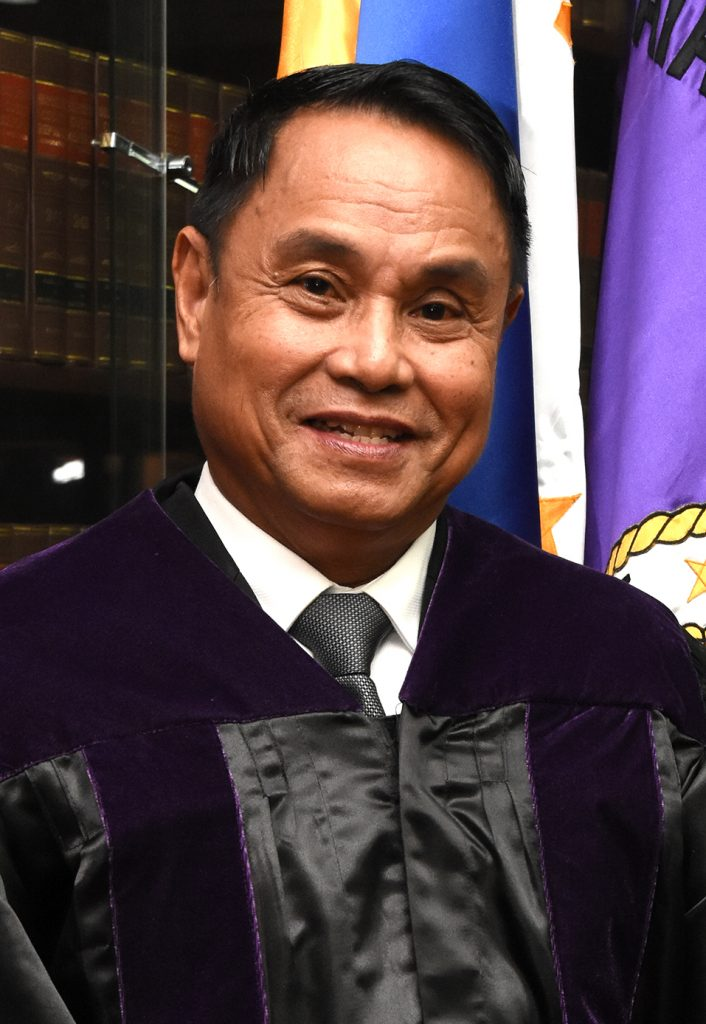

에드가르도 "에드가" 라오 델로스 산투스(Edgardo "Edgar" Lao Delos Santos, 1952년 6월 12일 ~ )는 전 필리핀 연방대법원 부장판사 출신이다.그는 로드리고 두테르테 대통령이 안토니오 카르피오 판사의 후임으로 임명했다.

## 교육
델로스 산토스는 세부 산 카를로스 대학에서 법학 학위를 취득했다.

## 법률 및 사법 경력
처음에는 두마게테에서 지방법원 판사를 지냈고, 이후 상고법원 임명 전 바콜로드에서 지방법원 판사로 취임했다. 그는 11년 넘게 세부 소재 상고법원 판사였다.

### 대법원장 임명
델로스 산토스는 노엘 티잠이 공석인 자리를 놓고 처음 인터뷰를 했지만 최종 후보에는 오르지 못했다. 그 후 마리아노 델 카스티요가 자리를 비웠기 때문에 대신 인터뷰를 했고, 그 자리는 나중에 로딜 잘라메다에 의해 채워졌다. 2019년 12월 3일, 델로스 산토스가 안토니오 카르피오가 비운 자리를 채우기 위해 법원에 임명되었다. 델로스 산토스는 건강상의 이유로 예상보다 1년 빠른 2021년 6월 30일 은퇴했다.

## 개인적 일
델로스 산토스는 1952년 6월 12일 레이테주의 팔롬폰에서 태어났다.